# Cletodes millerorum
Cletodes millerorum is een eenoogkreeftjessoort uit de familie van de Cletodidae. De wetenschappelijke naam van de soort is voor het eerst geldig gepubliceerd in 1973 door Hamond.